# Ból brzucha
Ból brzucha – niespecyficzny, subiektywny objaw charakteryzujący się występowaniem bólu zlokalizowanego w obrębie jamy brzusznej. Brzuch jest jedną z najczęstszych lokalizacji bólu, także u dzieci. Może być spowodowany zarówno chorobami narządów jamy brzusznej, jak i narządów zlokalizowanych poza nią. Może mieć charakter przewlekły lub ostry; niekiedy wymaga szybkiego postępowania diagnostyczno-terapeutycznego, w tym interwencji chirurgicznej – stan taki określa się mianem ostrego brzucha.

## Patogeneza
Ból brzucha może mieć charakter somatyczny, trzewny lub odniesiony.
Ból somatyczny jest spowodowany podrażnieniem otrzewnej ściennej i ściany jamy brzusznej przez bodźce związane z pociąganiem, cięciem, uciskiem i zmianą temperatury. Zazwyczaj ma nagły początek, jest dobrze ograniczony, ostry, ma tendencje do przedłużania się. Kaszel, głębokie oddychanie, zmiana pozycji ciała nasilają go. Mogą mu towarzyszyć objawy zapalenia otrzewnej (objawy otrzewnowe). Jest najsilniej odczuwany w miejscu zmienionym chorobowo.
Ból trzewny jest spowodowany podrażnieniem receptorów zlokalizowanych w otrzewnej trzewnej i narządach jamy brzusznej w wyniku rozciągania, skurczu, nacisku, pociągania czy wzrostu temperatury. Ból ma charakter tępy, kolkowy, rozlany. Często towarzyszą mu nudności, wymioty, pocenie się. Nasila się w spoczynku.
Ból odniesiony jest spowodowany unerwieniem poszczególnych części ciała zebranych w dermatomy przez ten sam segment rdzenia kręgowego. Ból jest odczuwany w miejscu niekiedy odległym od chorego narządu, np. przy chorobach dróg żółciowych bodziec bólowy jest przewodzony do rdzenia na poziomie Th5-Th9 i może być odczuwany w dermatomach obejmujących plecy i prawą łopatkę.

## Przyczyny
Ból brzucha może być manifestacją m.in.: chorób przewodu pokarmowego – zapalenie wyrostka robaczkowego, perforacja wrzodu trawiennego i jelit, choroba wrzodowa, choroba refluksowa przełyku, zapalenie błony śluzowej żołądka, niedrożność, zespół jelita drażliwego, przewlekły czynnościowy ból brzucha, dyspepsja czynnościowa, nadwrażliwość pokarmowa, choroba Leśniowskiego-Crohna, colitis ulcerosa, celiakia, zespół rozrostu bakteryjnego, zator tętnicy krezkowej, zakrzepica żył trzewnych, zapalenie uchyłków i ich perforacja, zapalenie uchyłku Meckela, zapalenie jelit o różnej etiologii, infekcje jelitowe (choroba Whipple’a; schistosomatoza, włośnica, glistnica, tasiemczyca, lamblioza, promienica, gruźlica); chorób trzustki – ostre i przewlekłe zapalenie; chorób pęcherzyka żółciowego i dróg żółciowych – zapalenie, kamica pęcherzyka żółciowego i dróg żółciowych, kolka żółciowa, zapalenie dróg żółciowych; chorób wątroby – zakrzepica żył wątrobowych, przekrwienie wątrobowy spowodowane niewydolnością serca, zapalenie wątroby; chorób śledziony – pęknięcie śledziony; chorób układu moczowo-płciowego – kamica moczowa, odmiedniczkowe zapalenie nerek, zapalenie pęcherza moczowego, ciąża ektopowa, zapalenie przydatków i ich skręt, torbiel jajnika; chorób metabolicznych – cukrzyca, kwasica ketonowa, mocznica, porfiria; chorób klatki piersiowej – zawał mięśnia sercowego, zapalenie mięśnia sercowego i osierdzia, zapalenie płuc i opłucnej, zator tętnicy płucnej; chorób endokrynologicznych – niedoczynność przytarczyc, rak rdzeniasty tarczycy, nadczynność tarczycy, niewydolność kory nadnerczy, przełom nadnerczowy, przełom hiperkalcemiczny; chorób układu nerwowego – stwardnienie rozsiane, półpasiec, nerwoból; innych – obrzęk naczynioruchowy, zatrucia, rozwarstwienie aorty, zapalenie naczyń związane z IgA, nowotwory narządów jamy brzusznej, choroby kręgosłupa i stawów biodrowo-krzyżowych.
| prawe podżebrze | nadbrzusze środkowe | lewe podżebrze |
| zapalenie pęcherzyka żółciowego, kolka żółciowa, ostre zapalenie wątroby, ropień wątroby, zakrzepica żył wątrobowych, zapalenie dróg żółciowych, zapalenie trzustki, zapalenie przełyku, wrzody żołądka i dwunastnicy, niedrożność jelit, zapalenie jelit, kolka nerkowa, odmiedniczkowe zapalenie nerek, ropień podprzeponowy, zapalenie płuc (dolnego płata) | dyspepsja, choroba refluksowa przełyku, wrzody żołądka i dwunastnicy, ostre zapalenie wątroby, nieżyt żołądkowo-jelitowy, choroby dróg żółciowych, zapalenie trzustki, nowotwory trzustki, żołądka, jelita grubego, choroba Leśniowskiego-Crohna, choroba Menetriera, niedokrwienie jelita, kiła, gruźlica, wpływ zażywanych leków, cukrzyca, nadczynność przytarczyc, niedoczynność i nadczynność tarczycy, zaburzenia elektrolitowe, alkohol, toczeń układowy trzewny, tętniak aorty brzusznej, zawał mięśnia sercowego | pęknięcie i zawał śledziony, zapalenie trzustki i jej torbiele, niedrożność jelit i ich niedokrwienie, nieswoiste zapalenia jelit, kolka nerkowa, odmiedniczkowe zapalenie nerek, ropień podprzeponowy, zapalenie płuc (dolnego płata) |
| prawe śródbrzusze | okolica pępkowa | lewe śródbrzusze |
| kolka nerkowa, odmiedniczkowe zapalenie nerek, zawał nerki, przepuklina | zapalenie wyrostka robaczkowego, nieżyt żołądkowo-jelitowy, niedrożność jelit, nieswoiste zapalenia jelit, przepuklina, niedokrwienie jelit | kolka nerkowa, odmiedniczkowe zapalenie nerek, zawał nerki, przepuklina |
| prawe podbrzusze | podbrzusze środkowe | lewe podbrzusze |
| zapalenie wyrostka robaczkowego, niedrożność jelit, nieswoiste zapalenia jelit, przepuklina, kolka nerkowa, odmiedniczkowe zapalenie nerek, zapalenie przydatków, torbiel jajnika, skręt jajnika, ciąża pozamaciczna, ropień, zapalenie stawu krzyżowo-biodrowego                                                                                              | zapalenie wyrostka robaczkowego, niedrożność jelit, nieswoiste zapalenia jelit, przepuklina, zespół jelita drażliwego, zapalenie przydatków, kolka nerkowa, zapalenie pęcherza moczowego, ropień miednicy | zapalenie uchyłków, nieswoiste zapalenia jelit, zespół jelita drażliwego, kolka nerkowa, odmiedniczkowe zapalenie nerek, zapalenie przydatków, torbiel jajnika, skręt jajnika, ciąża pozamaciczna, zapalenie stawu krzyżowo-biodrowego |

## Klasyfikacja ICD10
| kod ICD10     | nazwa choroby                                   |
| ------------- | ----------------------------------------------- |
| ICD-10: R10   | Ból w okolicy brzucha i miednicy                |
| ICD-10: R10.0 | Ostry brzuch                                    |
| ICD-10: R10.1 | Ból zlokalizowany w nadbrzuszu                  |
| ICD-10: R10.2 | Ból w okolicy miednicy i krocza                 |
| ICD-10: R10.3 | Ból zlokalizowany w innych okolicach podbrzusza |
| ICD-10: R10.4 | Inny i nieokreślony ból brzucha                 |